# Frank McCourt
Frank McCourt (19 de agosto de 1930 - 19 de julho de 2009) foi um escritor e professor estadunidense que em 1997 ganhou o Prêmio Pulitzer com o livro "As Cinzas de Ângela". Nasceu em Nova Iorque e cresceu na cidade de Limerick, na Irlanda. Depois de um infância beirando a completa miséria, numa casa com um pai alcoólatra, em uma sociedade extremamente católica-conservadora, McCourt retornou aos Estados Unidos quando tinha 19 anos. Logo em seguida conseguiu uma vaga na Universidade de Nova York. Tornou-se professor de inglês na escola Stuyvesant em Nova Iorque.
Recebeu o Prêmio Pulitzer e o National Book Award pelo seu livro de memórias As Cinzas de Ângela (Angela´s Ashes), que foi adaptado para o cinema. Também foi autor de 'Tis. Sua publicação mais recente é o livro Teacher Man.
Seu irmão. Malachy McCourt também é um escritor autobiográfico. Juntos, eles criaram a peça de teatro A Couple of Blaguards, onde dois personagens detalham suas experiências.